# Fără Zahăr
Fără Zahăr – rumuńska grupa muzyczna grająca rock, folk i hip-hop.

## Dyskografia
- Episodu' unu: Amenințarea faitonului (Zone Records/Yama Studio/2003) - pierwszy album
  1. Sandu (Burlăcianu/Dumitraș)
  2. Hip-hop ș-așa (Dumitraș)
  3. Stella (Burlăcianu/Dumitraș)
  4. Manea (grosu' ș-arțăgosu') (Burlăcianu/Dumitraș)
  5. Ups, am înfundat din nou closetu' (Burlăcianu/Dumitraș)
  6. Fără zahăr (Burlăcianu/Dumitraș)
  7. D'la sate (Burlăcianu/Dumitraș)
  8. Idila ghiocelului sălbatic (Burlăcianu/Dumitraș)
  9. Hip-hop ș-așa zoomix (Matze)
- Episodu' 2 de la Dorohoi (Zone Records/VdV Music, Media Zone/2005) - drugi album
  1. 4/69 (Burlăcianu/Dumitraș)
  2. Cățaua (Dumitraș)
  3. Lasă-mă papa-n Italea (Burlăcianu/Dumitraș)
  4. Manel di la Pomârla (Burlăcianu/Dumitraș)
  5. Melodie cu beție (Burlăcianu)
  6. Să trăiți! (bine) (Burlăcianu/Dumitraș)
  7. Dor di tini (Dumitraș)
  8. Stella reloaded (Burlăcianu/Dumitraș)
  9. Zob da' club (Iovănescu/Gorneanu/Dumitraș)
  10. Doina vacii (Nacu)
- Neamul lui Peneș Curcanul (Roton/Recreate Records, VdV Music/2008) - trzeci album. Dla niego stworzono rysowane postacie mające być karykaturą członków zespołu, a także animowany teledysk "Lav stori".
  1. 2r2rik (Dumitraș)
  2. Ali Luia (declarație de avere) (Dumitraș)
  3. Colinda fără zahăr (Burlăcianu/Dumitraș)
  4. Despre starea națiunii (Burlăcianu/Dumitraș)
  5. Dunitru (Dumitraș)
  6. Erată (s-avem pardon) (Burlăcianu/Dumitraș)
  7. Hai, iubito! (euroversion) (Dumitraș)
  8. Hai, iubito! (Dumitraș)
  9. Lav stori (radio edit) (Burlăcianu/Dumitraș)
  10. Lav stori (Burlăcianu/Dumitraș)
  11. Legenda căprii (Burlăcianu/Dumitraș/Neagu)
  12. Neamul lui Peneș Curcanul (Dumitraș)